# بائع متجول
الباعة المتجولون تجار يعرضون بضائعهم في الطرقات. ينتشر الباعة المتجولون في العديد من الدول وبسبب تاثيرهم على جمالية المدن إضافة إلى صعوبة فرض الضوابط الصحية عليهم توجد قوانين تمنع هذه الظاهرة في معظم الدول

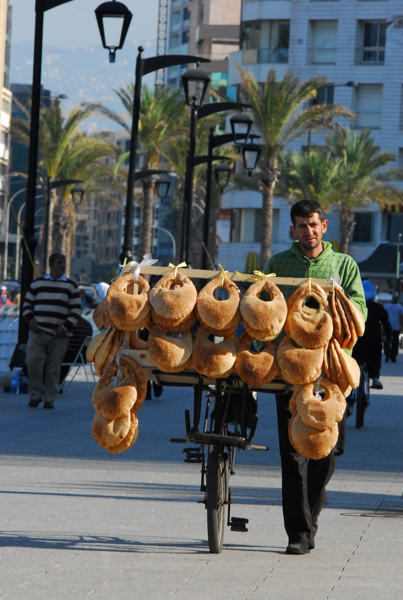
بائع متجول في بيروت.
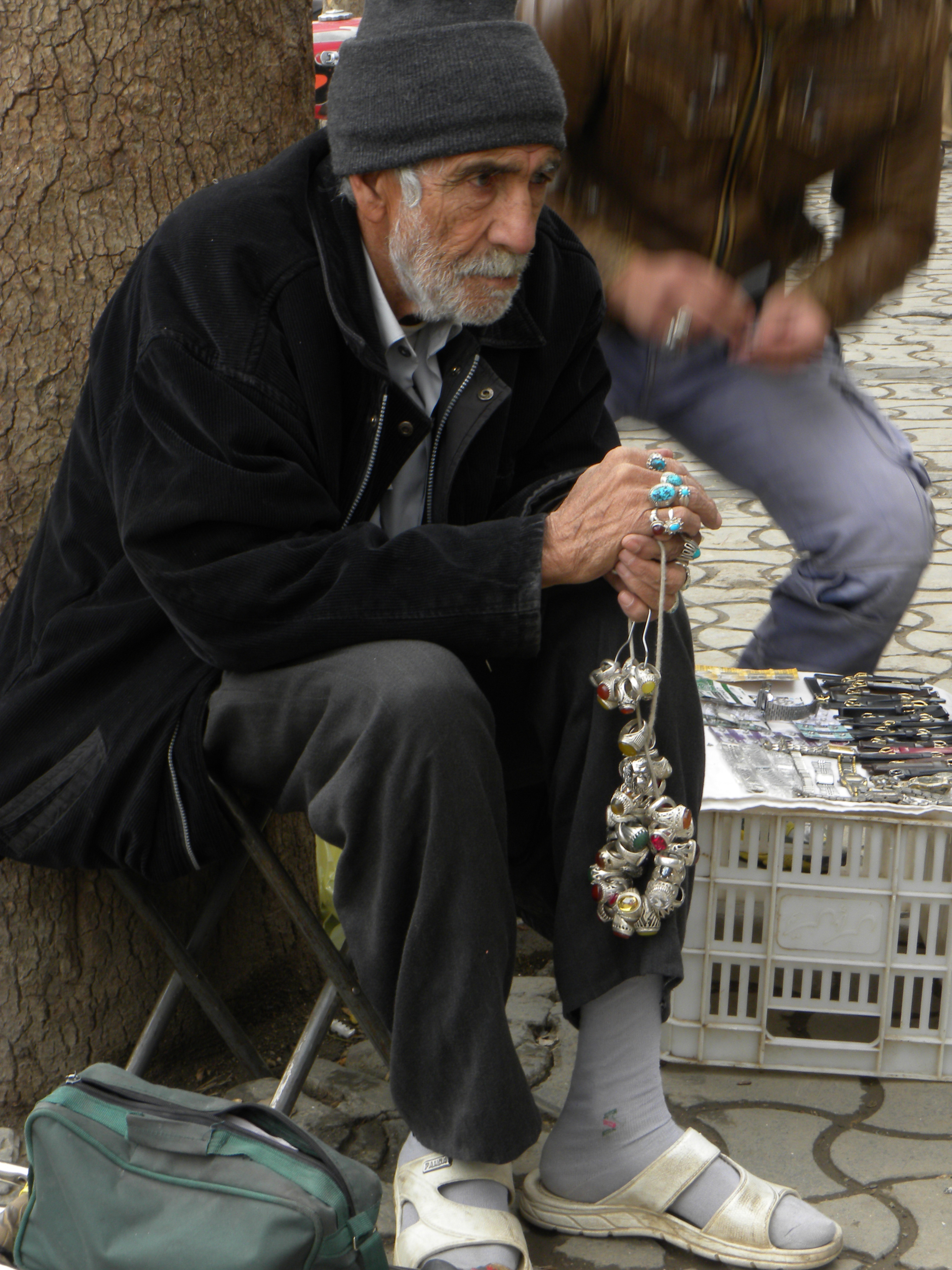
بائع متجول في مدينة نيسابور الإيرانية
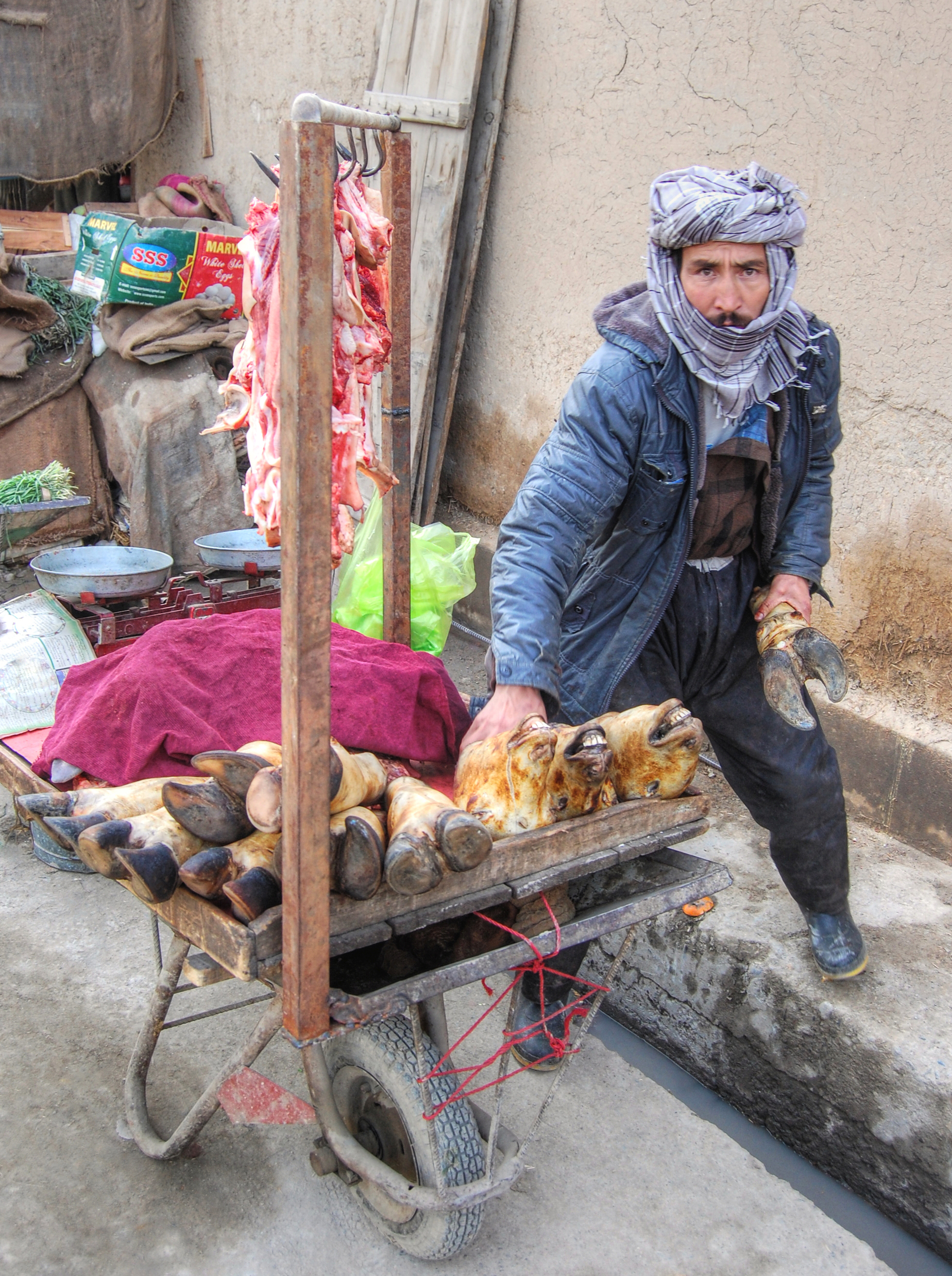
بائع لحم متجول في مدينة كابول الأفغانية
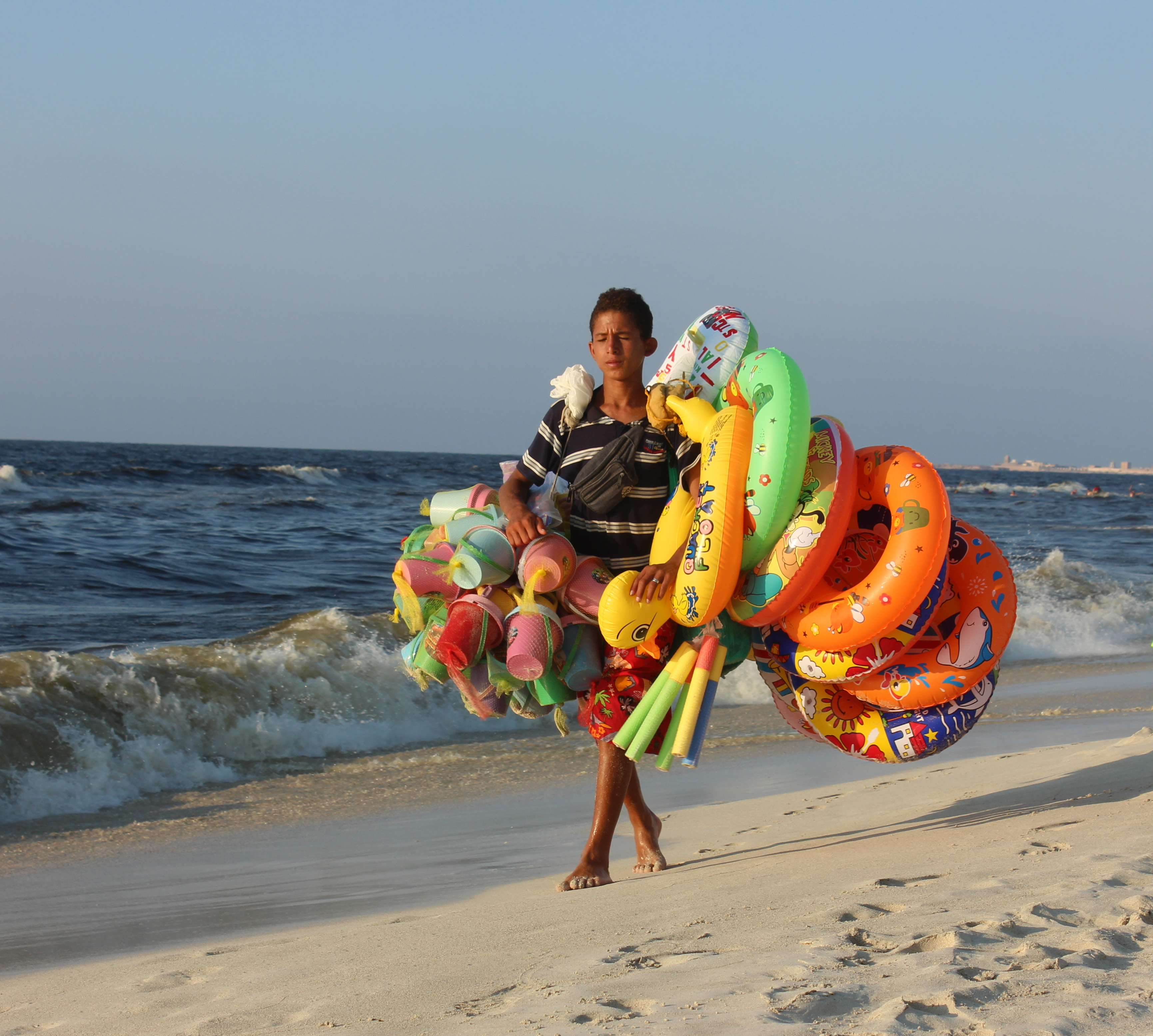
بائع متجول في الساحل الشمالي مصر

وتختلف بضائع الباعة المتجولين من دولة إلى أخرى ففي العراق يشتهر باعة الشلغم أو عَرَبَنْجِي(صاحب العرابة) بينما يشتهر باعة الفل في مصر كما تنتشر هذه الظاهرة بشكل كبير في دول جنوب شرق آسيا
أسباب انتشارة  يضطر بعض العاطلين عن العمل إلى اتخاذ هذه الوظيفة حيث انها لا تحتاج إلى اموال كثيره لمزاولتها فلا يحتاج صاحبها أي استئجار محل أو دفع ضرائب أو مصاريف أخرى حيث ان أغلب البائعين المتجولين غير راضين عن هذه المهنة ولكن الظروف المادية تضطرهم لمزاولتها